# Chris Klein (piłkarz)
Chris Klein (ur. 4 stycznia 1976 w St. Louis) – piłkarz amerykański grający podczas kariery na pozycji prawego pomocnika.

## Kariera klubowa
Karierę piłkarską Chris Klein rozpoczął w drużynie uniwersyteckiej – Indiana Hoosiers w 1994. W 1998 roku trafił do klubu Major League Soccer Kansas City Wizards. W 2000 roku wygrał z Kansas City Major League Soccer po zwycięstwie 1-0 w finale z Chicago Fire. W Kansas City występował do końca 2005 roku i rozegrał dla tego klubu łącznie 200 spotkań, w których strzelił 39 goli. W 2002 i 2005 dostał nagrodę MLS Comeback Player of the Year Award.
W 2006 roku Martino został zawodnikiem Real Salt Lake. W trakcie sezonu 2007 przeniósł się do innego klubu MLS - Los Angeles Galaxy. W klubie z Los Angeles występował do końca kariery, którą zakończył w 2010. Ogółem w MLS rozegrał 333 spotkania, w których strzelił 49 bramek.
| Sezon | Klub                | Kraj              | Rozgrywki           | Mecze | Bramki |
| ----- | ------------------- | ----------------- | ------------------- | ----- | ------ |
| 1998  | Kansas City Wizards | Stany Zjednoczone | Major League Soccer | 17    | 0      |
| 1999  | Kansas City Wizards | Stany Zjednoczone | Major League Soccer | 30    | 6      |
| 2000  | Kansas City Wizards | Stany Zjednoczone | Major League Soccer | 27    | 5      |
| 2001  | Kansas City Wizards | Stany Zjednoczone | Major League Soccer | 24    | 3      |
| 2002  | Kansas City Wizards | Stany Zjednoczone | Major League Soccer | 25    | 7      |
| 2003  | Kansas City Wizards | Stany Zjednoczone | Major League Soccer | 27    | 6      |
| 2004  | Kansas City Wizards | Stany Zjednoczone | Major League Soccer | 19    | 4      |
| 2005  | Kansas City Wizards | Stany Zjednoczone | Major League Soccer | 31    | 7      |
| 2006  | Real Salt Lake      | Stany Zjednoczone | Major League Soccer | 32    | 7      |
| 2007  | Real Salt Lake      | Stany Zjednoczone | Major League Soccer | 11    | 1      |
| 2007  | Los Angeles Galaxy  | Stany Zjednoczone | Major League Soccer | 21    | 1      |
| 2008  | Los Angeles Galaxy  | Stany Zjednoczone | Major League Soccer | 30    | 1      |
| 2009  | Los Angeles Galaxy  | Stany Zjednoczone | Major League Soccer | 28    | 0      |
| 2010  | Los Angeles Galaxy  | Stany Zjednoczone | Major League Soccer | 11    | 0      |

## Kariera reprezentacyjna
W dorosłej reprezentacji Stanów Zjednoczonych Chris Klein zadebiutował 25 października 2000 roku w meczu z Meksykiem. W 2003 roku wystąpił na Pucharze Konfederacji. Na tym turnieju wystąpił w przegranym 0-1 meczu z Brazylią. Ogółem latach 2000-2006 wystąpił w reprezentacji 23 razy, strzelając przy tym 5 bramek.